# 12207 Matthewbeasley
12207 Matthewbeasley este o planetă minoră (asteroid), cu un diametru de 3,68 km, din centura de asteroizi. A fost descoperită pe 1 martie 1981 la Observatorul Siding Spring de Schelte J. Bus. 
Obiectul prezintă o orbită caracterizată de o semiaxă mare de 2,2270386 UAi, o excentricitate de 0,19, o înclinație de 4,10972 ° în raport cu ecliptica.